# Nallachius krooni
Nallachius krooni là một loài côn trùng trong họ Dilaridae thuộc bộ Neuroptera. Loài này được Minter miêu tả năm 1986.